# N’dalatando
N’dalatando (dawniej Vila Salazar) – miasto w Angoli w prowincji Kwanza Północna. Liczy ponad 8 tys. mieszkańców. Przemysł spożywczy.